# Classe Sims
Pour les articles homonymes, voir Sims.
La classe Sims, est une classe de douze destroyers de l'US Navy construits entre 1937 et 1940. 

## Conception

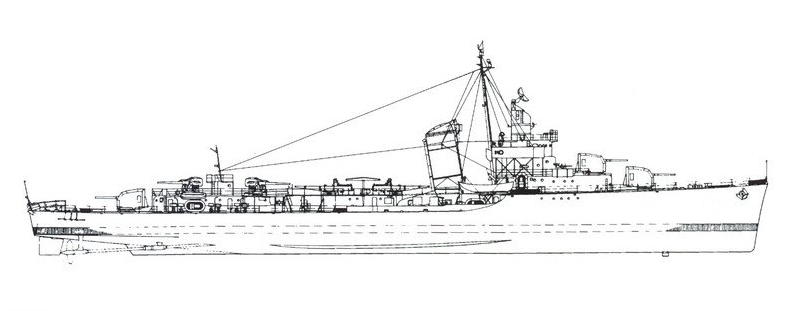
USS Russell (DD-414) en 1943

Par rapport à la classe Benham, la classe Sims a augmenté de 8 pieds (2,4 m) de longueur de coque et a lancé une tendance à l'augmentation de la taille qui a conduit aux nombreuses classes de destroyers dépassant 2100 tonnes qui ont marqué la construction en temps de guerre. La classe a été conçue par Gibbs & Cox. Ils ont incorporé la rationalisation de la structure du pont et de la partie avant de la coque, dans le but d'augmenter la vitesse et d'améliorer l'économie de carburant. Ils disposaient également d'un canon supplémentaire de 5 pouces, avec les tubes lance-torpilles réarrangés afin qu'une monture quadruple de moins puisse être utilisée tout en maintenant un nombre de huit tubes.
Lorsque l'Anderson, le premier de la classe à être livré au début de 1939, s'est avéré être en surpoids de 150 tonnes et dangereusement lourd en raison d'une hauteur métacentrique insuffisante, il a déclenché une refonte et une reconstruction de la classe. Un canon de 5 pouces (127 mm) (n° 3) et un support de tube lance-torpilles quadruple ont été retirés, avec un autre support de tube lance-torpilles déplacé vers la ligne centrale. Il a été déterminé qu'une sous-estimation par le Bureau of Engineering était responsable du poids de la nouvelle conception des machines, et que le Bureau of Construction and Repair n'avait pas l'autorité suffisante pour détecter ou corriger l'erreur pendant le processus de conception. Le secrétaire par intérim de la Marine Charles Edison a proposé la consolidation des divisions de conception des deux bureaux. Lorsque les chefs de bureau ne pouvaient pas s'entendre sur la façon de procéder, il remplaça les deux chefs en septembre 1939. La consolidation dans le nouveau Bureau of Ships fut finalement effectuée par une loi adoptée par le Congrès le 20 juin 1940.

## Caractéristiques

### Équipement
La classe Sims reprenait quasiment les machines de la classe Benham précédente, mais d'autres améliorations viendraient dans la classe Benson suivante. La classe Sims était la dernière construite avec les chaufferies adjacentes à l'avant et les salles des machines adjacentes à l'arrière, en raison de chaudières plus grandes que dans les classes suivantes; cela signifiait qu'ils étaient les derniers destroyers américains à une cheminée. La classe Benson et leurs successeurs avaient échelonné (ou alterné) les salles des chaudières et des machines pour une capacité de survie accrue, ce qui a conduit à deux cheminées. Dans l'arrangement échelonné, une perte de deux compartiments adjacents laisserait toujours une chaufferie et une salle des machines opérationnelles. La pression de vapeur était de 600 psi (4 100 kPa) (une référence dit 565 psi), surchauffée à 715 °F (379 °C). Les caractéristiques qui ont amélioré l'économie de carburant comprenaient des économiseurs de chaudière, un engrenage à double réduction et des turbines de croisière. Les turbines principales ont développé 51 138 shp (38 134 kW) lors des essais de Sims et ont été fabriquées par Westinghouse. 

### Armement

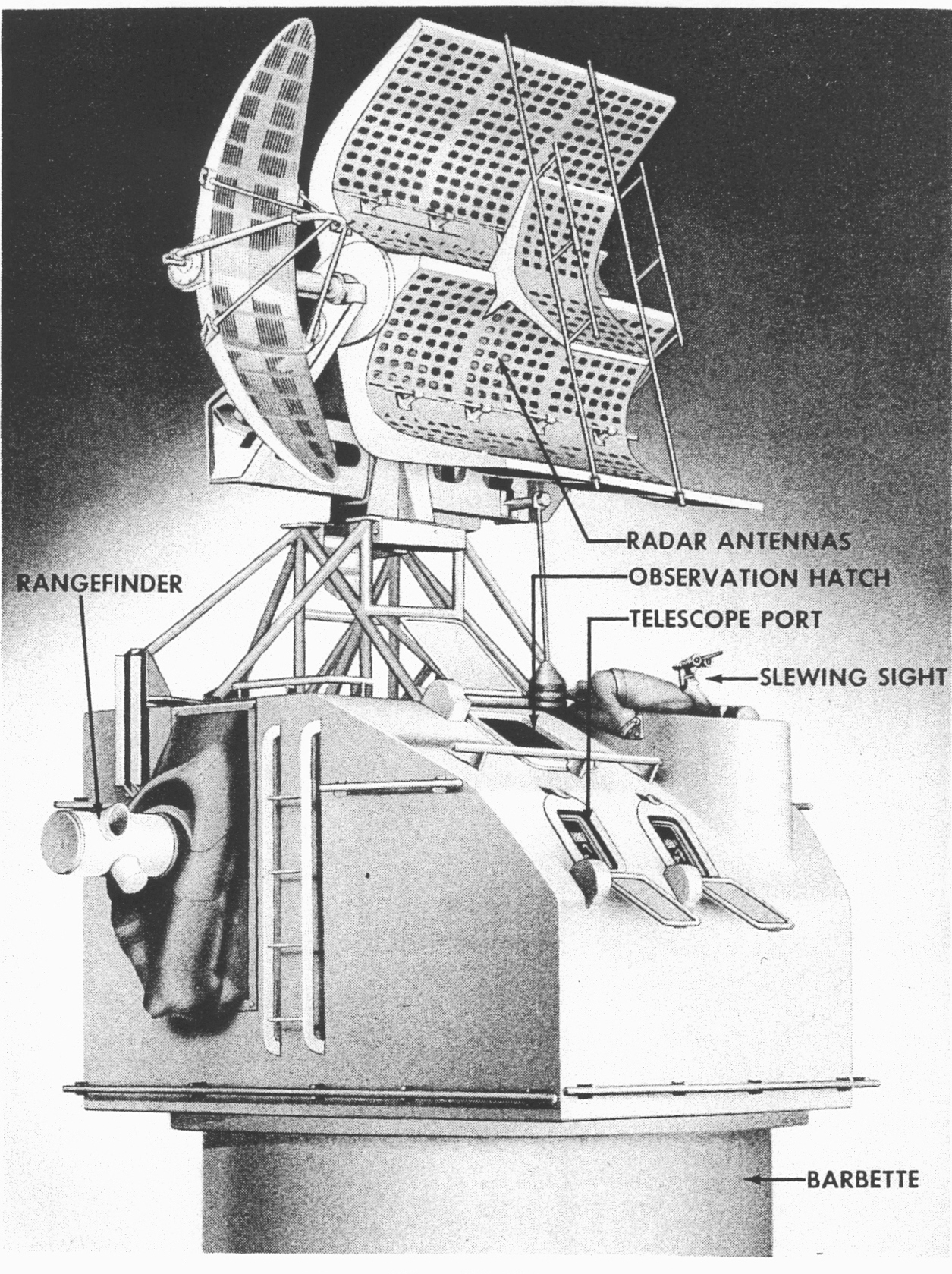
Directeur de tir Mk 37 (1944) avec des antennes radar Mk 12 (antenne rectangulaire) et Mk 22 "peau d'orange"

La classe Sims a introduit le système avancé de contrôle de tir des armes à feu Mark 37. Avec un directeur de canon monté sur tourelle comme dans les systèmes précédents, le système Mark 37 incorporait l'ordinateur de contrôle de tir Ford Mark 1 monté dans une salle de traçage au fond de la coque, ce qui permettait de pointer automatiquement les canons contre des cibles de surface ou aériennes avec des solutions de tir à temps réel. Le système allait évoluer et être largement utilisé pour contrôler la plupart des canons de 5 pouces sur les destroyers et les grands navires, et est resté en service sur les navires américains jusqu'aux années 1970.
La classe était complétée par cinq canons à double usage de 5 pouces (anti-surface et anti-aérien (AA)); les deux montures avant et la monture arrière étaient enfermées. La classe s'est avérée très lourde, et un quadruple support de torpille et un canon de 5 pouces (n°3) ont été retirés en 1941. Les premières unités ont été complétées avec 12 tubes lance-torpilles dans trois supports quadruple, un monté sur l'axe central, les autres à bâbord et tribord, tandis que les navires ultérieurs ont été achevés (et tous finalement modifiés) avec deux montures quadruples tirant sur les deux bords, toutes sur l'axe central et équipés de la torpille Mark 15 était équipée. Les canons de 5 pouces ont été retirés quelque temps après le retrait de la monture lance-torpilles dans la plupart des cas.
L'armement AA léger composé de quatre mitrailleuses de calibre .50 (12,7 mm), le même que les classes précédentes de 1500 tonnes, était insuffisant. Cela a été partiellement résolu en augmentant le nombre de canons à huit en 1941. Comme pour la plupart des navires de guerre de l'US Navy, l'armement léger AA a été remplacé par des canons Bofors de 40 mm et Oerlikon de 20 mm dans les 18 mois suivant l'attaque de Pearl Harbor. Initialement, il s'agissait de quatre canons de 40 mm dans deux montures jumelées et de quatre canons simples de 20 mm. En 1945, avec l'émergence de la menace kamikaze et la diminution de la menace des navires de surface japonais, Mustin, Morris et Russell ont fait retirer tous les tubes lance-torpilles au profit de quatre canons supplémentaires de 40 mm pour un total de huit sur quatre emplacements jumeaux et ont été autorisés à remplacer les supports simples de 20 mm par supports jumelés ; ce qui n'a pas été achevé.
L'armement anti-sous-marin tel que construit de deux racks de grenades sous-marines a été complété par jusqu'à six lanceurs de grenades sous-marines K-gun pendant la guerre.

## Service
Cette classe a beaucoup servi pendant la Seconde Guerre mondiale, et cinq navires de la classe ont été perdus pendant la guerre. Sur les cinq navires perdus, quatre le furent par les Japonais et un par les Allemands. La classe a servi dans les patrouilles de neutralité dans l'Atlantique Nord, les Caraïbes et l'Atlantique Sud en 1940-1941. À l'exception de Roe, Wainwright et Buck, la classe a été transférée dans le Pacifique peu de temps après l'attaque de Pearl Harbor, où ils ont souvent escorté les porte-avions. Deux ont été coulés en conséquence directe de ce devoir par les mêmes propagations de torpilles qui ont coulé les porte-avions; le Hammann escortant l'USS Yorktown lors de la bataille de Midway et l'O'Brien escortant l'USS Wasp le 15 septembre 1942 (l'O'Brien ne coule que le 19 octobre). Dans l'Atlantique, le Wainwright escorta le convoi infortuné PQ 17 et, avec le Roe, soutint l'opération Torch, l'invasion de l'Afrique du Nord. Le Buck, endommagé dans une collision, a raté l'opération Torch mais a été coulé par un sous-marin au large de Salerne, en Italie, en 1943. Le reste de la classe a connu un dur service dans le Pacifique. À la fin de la guerre en août 1945, trois des sept survivants subissaient des révisions qui restèrent inachevées et furent finalement mis au rebut. Les quatre autres navires en état de navigabilité ont été utilisés comme cibles lors des essais atomiques de l'opération Crossroads de 1946 sur l'atoll de Bikini. L'un a été coulé par la première explosion, tandis que les trois autres ont été coulés comme cibles deux ans plus tard après avoir servi de plates-formes expérimentales.

## Liste des bâtiments
| Nom        | Numéro | Image | Chantier                     | Quille            | Lancement       | Mise en service   | Destin |
| ---------- | ------ | ----- | ---------------------------- | ----------------- | --------------- | ----------------- | --- |
| Sims       | DD-409 |       | Bath Iron Works              | 15 juillet 1937   | 8 avril 1939    | 1 août 1939       | Coulé par l'aviation japonaise dans la bataille de la mer de Corail, le 7 mai 1942 (14 survivants).                                                            |
| Hughes     | DD-410 |       | Bath Iron Works              | 15 septembre 1937 | 17 juin 1939    | 21 septembre 1939 | Endommagé durant l'opération Crossroads en juillet 1946. Coulé comme cible le 16 octobre 1948.                                                                 |
| Anderson   | DD-411 |       | Federal Shipbuilding, Kearny | 15 novembre 1937  | 4 février 1939  | 19 mai 1939       | Coulé durant l'opération Crossroads le 1er juillet 1946. |
| Hammann    | DD-412 |       | Federal Shipbuilding         | 17 janvier 1938   | 4 février 1939  | 11 août 1939      | Coulé par l'I-168 durant la bataille de Midway avec la même salve de torpilles qui a coulé l'USS Yorktown, le 6 juin 1942 (80 morts).                          |
| Mustin     | DD-413 |       | Newport News Shipbuilding    | 20 décembre 1937  | 8 décembre 1938 | 15 septembre 1939 | Endommagé durant l'Opération Crossroads en juillet 1946. Sabordé au large de Kwajalein, le 18 avril 1948.                                                      |
| Russell    | DD-414 |       | Newport News Shipbuilding    | 20 décembre 1937  | 8 décembre 1938 | 3 novembre 1939   | Vendu pour la ferraille, septembre 1947. |
| O'Brien    | DD-415 |       | Boston Navy Yard             | 31 mai 1938       | 20 octobre 1939 | 2 mars 1940       | Torpillé par le I-19 avec la même salve de torpilles qui a coulé l'USS Wasp et endommagé l'USS North Carolina, le 15 septembre 1942. Coulé le 19 octobre 1942. |
| Walke      | DD-416 |       | Boston Navy Yard             | 31 mai 1938       | 20 octobre 1939 | 27 avril 1940     | Coulé lors de la bataille navale de Guadalcanal, le 15 novembre 1942 (88 tués).                                                                                |
| Morris     | DD-417 |       | Norfolk Navy Yard            | 7 juin 1938       | 1 juin 1939     | 5 mars 1940       | Vendu pour la ferraille le 2 août 1947. |
| Roe        | DD-418 |       | Charleston Navy Yard         | 23 avril 1938     | 21 juin 1939    | 5 janvier 1940    | Vendu pour la ferraille, août 1947. |
| Wainwright | DD-419 |       | Norfolk Navy Yard            | 7 juin 1938       | 1 juin 1939     | 15 avril 1940     | Endommagé durant l'Opération Crossroads en juillet 1946. Coulé comme cible le 5 juillet 1948.                                                                  |
| Buck       | DD-420 |       | Philadelphia Naval Shipyard  | 6 avril 1938      | 22 mai 1939     | 15 mai 1940       | Coulé par l'Unterseeboot 616 au large de Salerne le 9 octobre 1943 (150 tués).                                                                                 |